# Telmatobius simonsi
Telmatobius simonsi är en groddjursart som beskrevs av Parker 1940. Telmatobius simonsi ingår i släktet Telmatobius och familjen Ceratophryidae. IUCN kategoriserar arten globalt som nära hotad. Inga underarter finns listade i Catalogue of Life.